# 青い機関車エドワード
『青い機関車エドワード（汽車のえほん9）』（あおいきかんしゃエドワード きしゃのえほん9）（原題 Edward the Blue Engine）は、低学年の児童向け絵本シリーズ「汽車のえほん」の第9巻である。

## 概要
1954年にイギリスで発行されたウィルバート・オードリー牧師執筆による汽車のえほんシリーズの第9巻。4話の短編作品を収録した低学年の児童向け絵本。挿絵はレジナルド・ダルビーが担当。ポプラ社から1974年4月に日本語訳が出版されていたが、2004年頃一旦絶版。2005年に新装改訂版が出版された。2010年12月にミニ新装版が発売された。

## 成立の過程と作品背景
1945年から、ほぼ毎年に1巻ずつ続巻してきた本シリーズの第9巻。

## 収録作品
※（）内は新版での邦題。
- め牛だ！！（エドワードとめうし）（Cows!）
- エドワードとバーティー（Bertie's Chase）
- エドワードとトレバー（Saved from Scrap）
- ふる鉄エドワード（Old Iron）

## 登場キャラクター
テレビシリーズの機関車紹介と重複する解説は省略、本巻の内容で特筆すべきものを紹介。
メインキャラクター
- エドワード：「エドワードとバーティー」の最初の挿絵でエドワードのキャブ内部が見えるが、ダルビーらしく出鱈目である。また同じ画でエドワードの足回りも明らかにデッサンがおかしい。ジェームズの救援時の列車種別標識灯はランボードの両脇に1個ずつの2灯で、普通は急行旅客列車を表すのだが、この場合故障車救済に向かう単機の機関車だろう。
- ゴードン：「エドワードとめうし」の最後の挿絵の列車種別標識灯はランボードの中央に1灯だが、これはその他の無停車高速列車と定義されているからおかしい。何かローカルルールがあるのかもしれない。
- ジェームス：暴走時の列車種別標識灯は各駅停車の貨物列車だった。
- トーマス：最後の挿絵に僅かに登場。本文中僅かに言及する部分あり。
- パーシー：挿絵無し。本文中でも僅かな記述のみ。
- ヘンリー
- トビー

サブキャラクター
- トレバー：この巻のみに登場。モデルはウィリアム＆フォスター社製の蒸気自動車。名前はオードリー牧師の隣人から。
- バーティー：25ページでナンバープレートが「CRD54」と明かされているが、これはダルビーのフルネーム「クラレンス・レジナルド・ダルビー」（Clarence Reginald Dalby）の頭文字と、初版が1954年に発行されたことに掛けたもの。

人物
- ジェム・コール：トレバーの運転手。
- チャーリー・サンド、シドニー・ヒーバー：エドワードの機関士と助手。名前が初めて明らかにされた。